# Gornje Čarađe
Gornje Čarađe (cyr. Горње Чарађе) – wieś w Czarnogórze, w gminie Nikšić. W 2011 roku liczyła 53 mieszkańców.